# Speelderke
Le Speelderke est une race de pigeon domestique originaire de Belgique. Il appartient au groupe des races des pigeons de vol.

## Origine et étymologie
Le Speelderke est une race ancienne de la région d'Alost, dans la province de Flandre-Orientale. Son nom, en Flamand, peut se traduire par « Petit joueur » en raison de la parade nuptiale réalisé par le mâle,.

## Description
C'est un pigeon de petite taille. La tête, au crâne allongée, arbore une huppe. Les yeux sont rouge-orangé. Le cou est fort avec une crinière. La poitrine est large ainsi que le dos. Les ailes sont courtes, la queue étroite et les pattes sont nues. Diverses couleurs sont visibles chez cette race mais le plumage doit également présenter sept marques blanches : la heurte, la bavette, les épaulettes, les rémiges principales, la partie ventrale, le croupion et la selle.

## Élevage
Le Speelderke est une race productive. Il peut se reproduire tout les trente-un jours, soit dix ou onze couvées de pigeonneaux sur l'année,.

### Pigeon sportif
Classé dans la catégorie « Pigeon de vol », le Speelderke fait partie du groupe particulier des Ringslagers. Les mâles de ces races de pigeons réalisent leur parade nuptiale de façon particulière. Au lieu de rester au sol pour faire leur cour, ils se lancent dans un vol acrobatique au-dessus de la femelle, réalisant plusieurs cercles entre 50 et 100 cm au-dessus du sol. Faisant claquer leurs ailes et changeant de sens rapidement, les rémiges du mâle s'abîment facilement.
En raison de cette parade, l'oiseau était parfois cité comme « Pigeon tournant ». Connu depuis près de quatre siècles, un jeu avec des paris était organisé dans les campagnes belges. Un pigeon mâle était lâché près d'une femelle gardée enfermée. Le pari porté sur le nombre de tours réalisé par l'oiseau en un laps de temps donné,. Cette technique de vol très physique donne un oiseau à la poitrine développée, riche en viande.

## Standard
Le standard de la race est géré par la Belgique (B/1101). Les oiseaux sont bagués avec une bague de 7 mm.